# Ophiocnida loveni
Ophiocnida loveni är en ormstjärneart som först beskrevs av Ljungman 1867.  Ophiocnida loveni ingår i släktet Ophiocnida och familjen trådormstjärnor. Inga underarter finns listade i Catalogue of Life.